# Preußen
Preußen (pisownia zastępcza Preussen) – dwudziestowieczny żaglowiec – stalowa pięciomasztowa fregata, zbudowany w 1902 roku dla kompanii F. Laeisza, nazwę wziął od niemieckiej prowincji. Był jednym z najbardziej znanych windjammerów o największej ładowności. Był to jedyny pięciomasztowy statek o sześciu rejach na każdym maszcie w marynarce handlowej.
Do czasu zwodowania w 2000 roku Royal Clippera („Gwarka”) jedyny kiedykolwiek zbudowany pełnorejowy pięciomasztowiec.

## Historia
Żaglowiec zbudowano według projektu dr. inż. Georga Wilhelma Claussena jako stalową, 5-masztową, 6-rejową fregatę, długość 147 m (kadłub 134 m), wysokość 68 m, 5081 BRT; zwodowano 7 maja 1902 w Geestemünde; zatonął w 1910.
Statek miał bardzo wysoką dzielność morską, mogąc żeglować przy najsilniejszych sztormach. W takich warunkach potrzeba było ośmiu marynarzy do obsługi 2-metrowego, podwójnego koła sterowego. Był wykorzystywany do wywozu saletry z Chile, ustanawiając rekordy prędkości trasy. Z powodu wyglądu, wyjątkowości i nadzwyczajnej żeglowności nazywany przez marynarzy Królową Królowych Mórz. W 1903 okrążył świat, witany przez tłumy Nowojorczyków. Był dowodzony tylko przez dwóch kapitanów: Boye Richarda Petersena (11 rejsów) i Jochima Nissena (2 rejsy i ostatni, zakończony katastrofą).
6 listopada 1910, w 14. rejsie, wioząc ładunek m.in. pianin do Chile, zderzył się z małym brytyjskim parowcem „Brighton” 8 mil od Newhaven. Wbrew przepisom, kapitan parowca próbował przeciąć kurs żaglowca przed jego dziobem, nie doceniając jego znacznej prędkości, osiągającej 16 węzłów (30 km/h). „Preußen” został poważnie uszkodzony, tracąc m.in. bukszpryt i pierwszy maszt stał się niezdolny do dalszej żeglugi. „Brighton” zawrócił do Newhaven po pomoc, której udzielił holownik „Alert”. Niestety, listopadowa aura uniemożliwiała dalszą żeglugę i odholowanie statku do portu w Dover. Zamierzano zakotwiczyć uszkodzoną jednostkę, jednak po zerwaniu obu łańcuchów kotwicznych statek został zepchnięty na skały w Zatoce Crab, gdzie zatonął. Uratowano załogę, część ładunku i wyposażenia, niemniej sam wrak został uznany za niemożliwy do wydobycia. Spoczywa na głębokości 6 m na pozycji 51°08′01,2″N 1°22′10,2″E/51,133667 1,369500. Kapitan statku Brighton został uznany winnym katastrofy i utracił prawo wykonywania zawodu.

## Dane techniczne
W sprzyjających warunkach statek mógł osiągnąć prędkość 20 węzłów (37 km/h). Obsługiwany był przez 45-osobową załogę, wyposażony w dwie maszyny parowe napędzające pompy, maszynę wspomagającą ster, windę ładunkową i wciągarki. Brytyjscy marynarze uważali go za najszybszy statek żaglowy epoki pokliprowej, szybszy niż podobny w konstrukcji Potosí.